# Montaigu-de-Quercy

Montaigu-de-Quercy este o comună în departamentul Tarn-et-Garonne din sudul Franței. În 2009 avea o populație de 1.416 de locuitori.

## Evoluția populației
| An        | 1975  | 1982  | 1990  | 1999  | 2006  | 2009  |
| --------- | ----- | ----- | ----- | ----- | ----- | ----- |
| Populație | 1.481 | 1.526 | 1.634 | 1.440 | 1.421 | 1.416 |